# Контраде Ночи-Дјамале (Катанцаро)
Контраде Ночи-Дјамале је насеље у Италији у округу Катанцаро, региону Калабрија.
Према процени из 2011. у насељу је живело 38 становника. Насеље се налази на надморској висини од 197 м.